# Adelborsten Voetbalvereniging
De Adelborsten Voetbalvereniging, kortweg A.V.V., was een voetbalvereniging uit de Noord-Hollandse stad Den Helder. De club werd als AFC Concordia opgericht op 17 oktober 1888 als de voetbalvereniging voor adelborsten van het Koninklijk Instituut voor de Marine. In haar onderbroken bestaan speelde de vereniging tweemaal in burgercompetities, waaronder zeven seizoenen tussen 1906 en 1913 in de Tweede Klasse van de NVB onder de naam A.F. & H.C. en vijf seizoenen tussen 1946 en 1951 in de competities van de NHVB onder de naam Rangers.

## Geschiedenis

### Oprichting en de eerste jaren

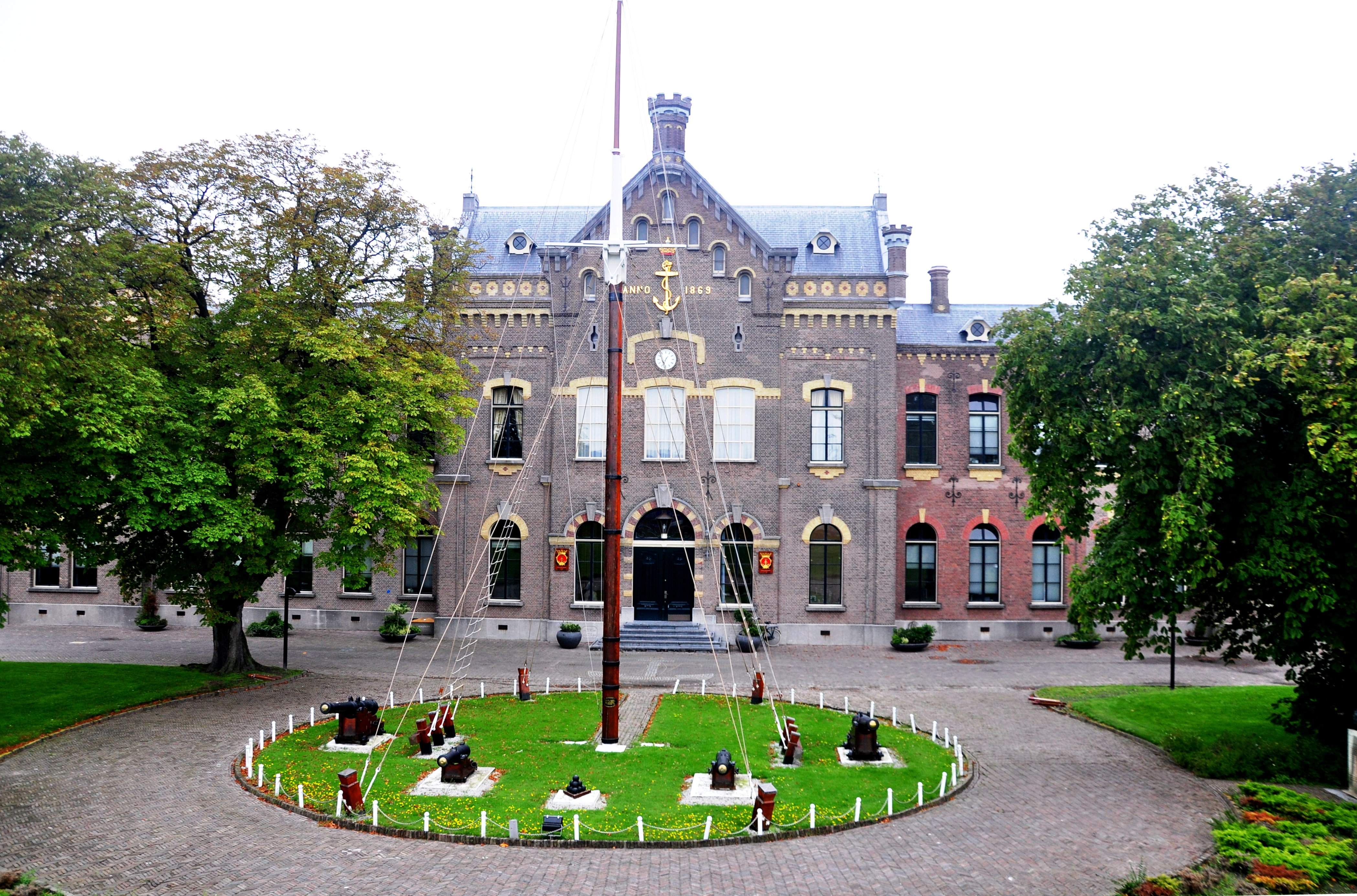
Het KIM, zetel van de adelborsten te Den Helder.

De populariteit van het voetbal onder de adelborsten van de Koninklijk Instituut voor de Marine is te danken aan Pim Mulier, de voorzitter van de Nederlandsche Voetbal en Athletiek Bond die zich sinds de introductie van de voetbalsport sterk heeft gemaakt voor de invoering van voetbal in het leger. Op 17 oktober 1888 werd in de Marinestad Den Helder besloten tot oprichting van de Adelborsten Football-Club Concordia. De beschermheer van deze vereniging was de luitenant ter zee der tweede klasse H.E. Bunnik (1825-1897).
AFC Concordia had in Noord-Holland boven het IJ geen tegenstanders om tegen te spelen, want toentertijd was de voetbalsport buiten de Randstad nog niet geheel gepropageerd. In de Haagse Maliebaan probeerden de twee Marineclubs AFC Concordia en CVV Quick uit Breda op 28 december 1891 een wedstrijd te spelen, maar de cadetten van Quick kregen alleen toestemming om op openbaar terrein te voetballen als ze dat in uniform deden. Hiertegen rees verzet en daarom werd voor de wedstrijd uitgeweken naar een modderig veld in afgeschermde omgeving aan de Oude Wassenaarseweg. De uitslag was 1-1 en een bijzonder geslaagd feest besloot de dag. Deze ontmoeting, herhaald in het kerstverlof van 1892, groeide uit tot een jaarlijks terugkerend evenement.
De Adelborsten-vereniging in Den Helder, die door verschillende omstandigheden verhinderd waren in competitieverband te spelen, gaven sindsdien slechts door het spelen van enkele vrije wedstrijden tekenen van leven aan de buitenwereld.
De vele beperkingen voor militairen veroorzaakten ergernis bij Pim Mulier. Hij zorgde in 1898 voor een doorbraak door op bezoek te gaan bij Kornelis Eland, de Minister van Oorlog. De erevoorzitter van de Nederlandse voetbalbond was van mening dat de sport vrijuit moest kunnen worden gespeeld op de kazernes in Nederland, maar ook dat de spelers moesten kunnen uitkomen in bondswedstrijden. Het pleidooi van Mulier had succes en de militaire verenigingen traden daarop toe tot de Nederlandse Voetbalbond (NVB). De pogingen om de Adelborsten Voetbalvereniging in een competitie te krijgen waren minder gelukkig. De commandant weigerde zijn leerlingen toestemming hiervoor te verlenen.

### De jaren in de NVB
Op 8 november 1903 speelde Concordia II tegen een gecombineerd Helders Elftal. De Adelborsten-reserves wonnen met 12-0.
In 1903 verzocht de Adelborsten F.C. om te kunnen mededingen in de strijd om de Holdert Beker. In september 1905 ging de bond akkoord voor toetreding tot de Nederlandse Voetbalbond en de Adelborsten FC kon zodoende in het seizoen 1905/06 bekerwedstrijden spelen. De Jonkers brachten het tot de derde bekerronde: Eerst werd op eigen grond Hercules met liefst 14-0 verslagen en daarna werd op 3 december het sterke Rapiditas met 4-3 geklopt. In de derde ronde werd in Rotterdam op 7 januari 1906 gespeeld tegen V.O.C. en met 3-1 verloren.
Vanwege deze goede prestatie, wilde de Nederlandse voetbalbond de Adelborsten FC als bijzondere vereniging tegemoetkomen en laten instromen in de Tweede Klasse, de op een na hoogste voetbalcompetitie in Nederland. Zodoende namen de aankomende (onder)officieren vanaf het seizoen 1906/07 deel aan het Nederlands voetbalsysteem. Vanaf 1905 heette de club Adelborsten Football & Hockey Club (A.F. & H.C.), daar men bij de Adelborsten ook hockey ging spelen en omdat er met DSV Concordia al reeds een club met dezelfde naam aangesloten was bij NVB.
Het eerste seizoen 1906/07 werd op bemoedigde wijze besloten met de derde plaats. De eerste wedstrijd werd op eigen grond gespeeld tegen het Hilversumse Victoria en door de Adelborsten met 10-0 gewonnen. Op 12 mei 1907 speelden de Adelborsten in Maó tegen Club Mahonés uit Minorca (6-0 gewonnen), enkele dagen later op zondag in Algiers tegen Stade Algérien (3-1 winst).
In het volgende seizoen 1907/08 werden, na een slecht begin met nederlagen, de acht resterende wedstrijden gewonnen en werd de club derde. Het tweede elftal werd derde in de competitie van de Heldersche Voetbalbond.
Het volgende seizoen werd AF&HC voorlaatste. Vermelding verdient evenwel een overwinning op RAP (5-3) en Ajax Amsterdam (4-3). Het tweede elftal werd kampioen van de HVB. Het seizoen seizoen 1909-1910 was nog slechter, namelijk de laatste plaats.
In het seizoen 1908/09 nam het tweede eltal van A.F. & H.C. deel aan de Heldersche competitie die georganiseerd werd door de Heldersche Voetbalbond. Daarin werden de Adelborsten na acht wedstrijden kampioen van Den Helder met een voorsprong van 2 punten op achtervolger SHBS.
De verre reizen naar Den Haag, Rotterdam, Dordrecht en Utrecht en de slechte verbindingen waren oorzaak dat de leiding van het Instituut zich terugtrok uit de competities van de NVB, omdat men de opleiding voor de toekomstige officieren niet in gevaar wilden brengen en de Adelborsten niet een dusdanig groot belang hechtten aan de voetbalsport. Na zeven seizoen trok A.F. & H.C. zich in januari 1913 uit de competitie terug vanwege oefentochten waarbij de Adelborsten soms een paar maanden op zee waren. Het gehele elftal lag op zo'n moment uit elkaar.

### Teruggetrokken bestaan
Na het besluit tot terugtrekking hield het team als Korpsclub op te bestaan, waarna het animo voor het voetbalspel sterk daalde. In 1914 schreef AF&HC zich nog in voor seriewedstrijden tegen Alcmaria Victrix. Het contact met de andere clubs was nu ook grotendeels verbroken. Men moest zich nu uitsluitend richten tot vriendschappelijke wedstrijden. De wedstrijden tegen de Cadetten gingen onverpoosd door en ook tegen HFC Helder en SHBS werd menig partijtje gespeeld, waarin de Adelborsten nog bijna steeds de sterksten bleken.
Het peil zakte, langzaam maar zeker. Met de superioriteit van de eenmaal zo gevreesde Adelborsten is het voorgoed gedaan. HFC Helder en HRC lieten zich gelden en wedstrijden tegen deze clubs worden met grote cijfers verloren. Diverse jonkers werden lid van Helder omdat zij toch in competitieverband wilden spelen.
In 1915 speelden de Adelborsten mee in de Militaire competitie, die bestond uit drie afdelingen, elk bestaande uit acht elftallen. In Afdeling II werd de A.V.V. tweede werden achter Landvak. Het speelpeil van de Militaire competitie verhief zich volgens de pers niet boven dat van middelmatige Derde klasse-clubs. Door de beëindiging van mobilisatie kreeg deze competitie geen direct gevolg.
In 1919 werd de naam gewijzigd in Adelborsten Voetbal-Vereniging (A.V.V.)., een naam die zo gebleven is. In de jaren 1930, 1940 en 1950 werd er door de voetbaljanussen nog gespeeld in een Marine-competitie.
In het seizoen 1938/39 eindigde Rangers op een zesde plaats in de Marine-competitie.

### De jaren in de NHVB
In oktober 1946 hebben de adelborsten wederom een voetbalafdeling opgericht, die vanaf het seizoen 1946/47 onder de naam Rangers in de Noordhollandsche Voetbalbond speelden. Het eerste seizoen in de Derde klasse werd Rangers kampioen. De promotiewedstrijd tegen VIOS-W werd met 0-6 gewonnen, waardoor de adelborsten promoveerden. Zonder ook maar één overwinning te hebben geboekt, degradeerden de Rangers in maart 1948 roemloos uit de Tweede klasse C. In oktober 1948 trokken de Adelborsten zich terug uit de Marine-competitie. In 1950 werden de Rangers kampioen van de Derde Klasse. Zij speelden in het seizoen 1950/51 weer in de Tweede klasse NHVB, maar Rangers degradeerde en de club trok zich tegen het eind van de competitie terug.

## Marine-derby: Adelborsten – Cadetten
Elk jaar vond er in Den Haag in de kerstweek een ontmoeting plaats tussen de Adelborsten van AVV Concordia en de Cadetten van CVV Quick, die vanaf 1895 verder gingen als CVV Velocitas. In september 1893 werd in Alkmaar de Cadetten voetbalvereniging CFC opgericht, het team van de Cadettenschool. Hiertegen werd vanaf dan ook geregeld gespeeld.
Op 24 april 1904 werd er een wedstrijd gespeeld tegen CFC, die door Concordia met 2-0 gewonnen werd. In het seizoen 1904/05 werden de Cadetten tweemaal geklopt: 5-0 en 2-0. Op 20 december 1905 werd in Alkmaar met 6-1 verloren van CFC.
Ook nadat de Adelborsten uit de NVB-competities stapten en naar buiten toe in de vergetelheid raakten, bleven de wedstrijden tegen de Cadetten wel voortgang hebben. In april 1939 wonnen de Adelborsten deze wedstrijd met 3-0 in het Olympisch stadion te Amsterdam.

## Competitieresultaten 1907–1951
| 3 2A |

| 3 2A |

| 7 2A |

| 9 2B |

| 8 2B |

| 6 2C |

|  |

|  |

| 2 II |

|  |

| 1 3C |

| 10 2C |

| 3F |

| 1 3C |

| 12 2C |

| Tweede klasse | Militaire competitie | Tweede klasse NHVB | Derde klasse NHVB |

In elke staaf van de grafiek staat van boven naar beneden vermeld: 
- Eindnotering

Dit is de positie die de club heeft bereikt in de competitie, zonder eventuele beslissings-, play-off- of nacompetitiewedstrijden die nodig zijn geweest om bijvoorbeeld de kampioen van de competitie te bepalen.
Indien een * achter het getal staat is de notering een tussenstand en kan het zijn dat de notering niet overeenkomt met de uiteindelijke eindstand van de competitie.
Staat er een - dan is het seizoen nog bezig en is er geen definitieve uitslag bekend.
Staat er xx op de positie van de notering, dan heeft de club vroegtijdig de competitie verlaten. Dit kan onder andere komen door terugtrekking van het team, faillissement van de club of door een uitgedeelde straf van de KNVB. In veel gevallen staat elders in het artikel de reden vermeld.
Staat er een ? dan is het resultaat uit het verleden onbekend, en is alleen de competitie of het niveau bekend van dat seizoen.
In de seizoenen 2019/20 en 2020/21 werd wegens de coronacrisis het amateurvoetbal afgebroken. Daardoor kennen deze staven geen eindklassering (middels -- weergegeven).
- Competitieniveau en afdelingsletter of Officiële eindstand Eredivisie
  - Competitieniveau en afdelingsletter

Hierbij geeft het getal het niveau weer, dat ook terug te vinden is in de legenda. De letter is de afdelingsaanduiding en wordt gebruikt wanneer er meer afdelingen zijn op hetzelfde niveau. De afdelingsletter is altijd een hoofdletter en wordt meestal zonder nummer gebruikt.
Voorbeeld: 2F is niveau 2e klasse competitie F.
Het competitieniveau en nummer wordt niet vermeld wanneer er slechts één competitie van dit niveau was.
  - Officiële eindstand Eredivisie (getal staat tussen haakjes vermeld)

Sinds de introductie van play-offwedstrijden voor Europees voetbal na afloop van de reguliere competitie in 2005/06, is de KNVB verplicht een eindstand van de Eredivisie door te geven aan de UEFA aan de hand van deze play-offwedstrijden.
Bij deze eindstand staan clubs die zich hebben gekwalificeerd voor Europees voetbal hoger dan clubs die zich niet wisten te kwalificeren. Indien er geen verschil was tussen de eindnotering en de officiële eindstand, staat dit getal niet vermeld.

- Onderafdeling

Hier staat afgekort de naam van de onderafdeling indien de club in dat jaar in een onderafdeling uitkwam. Tevens staat deze afkorting in de legenda en wordt gelinkt naar het artikel over deze onderafdeling. Deze afkorting wordt alleen vermeld wanneer de club in het verleden in verschillende onderafdelingen heeft gespeeld. Deze vermelding is in de staaf altijd in kleine letters. Deze onderafdelingen zijn na het seizoen 1995/96 afgeschaft. Heeft de club in slechts één onderafdeling gespeeld, dan is dit alleen terug te vinden in de legenda.
Onder de staaf staat het jaartal vermeld waarin het seizoen is afgesloten. 15 verwijst naar het seizoen 2014/15 of eventueel het seizoen 1914/15.
Wanneer een staaf leeg is, zijn deze gegevens niet bekend. Het kan ook zijn dat de club dat seizoen niet heeft meegespeeld op het hogere amateurniveau, vroegtijdig de competitie heeft verlaten of uit de competitie is gezet.

In het seizoen 1944/45 was er wegens de Tweede Wereldoorlog geen regulier competitievoetbal.

## Erelijst
| Competitie                          | Winnaar | Winnaar    | Runner up | Runner up |
| Competitie                          | Aantal  | Jaren      | Aantal    | Jaren     |
| ----------------------------------- | ------- | ---------- | --------- | --------- |
| Noordhollandsche Voetbalbond (NHVB) |         |            |           |           |
| Derde klasse                        | 2×      | 1947, 1950 |           |           |
| Heldersche Voetbalbond (HVB)        |         |            |           |           |
| Helders kampioenschap               | 1×      | 1909¹      |           |           |
| Nederlandse krijgsmacht             |         |            |           |           |
| Militaire competitie                |         |            | 1×        | 1915      |

¹ Gewonnen door een reserve-elftal.

## Bekende oud-spelers
- Guus de Serière
- Philippus van Straelen